# Noisy-le-Grand
Noisy-le-Grand is een gemeente in het Franse departement Seine-Saint-Denis (regio Île-de-France). De gemeente telde 71.632 inwoners op 1 januari 2022. De plaats maakt deel uit van het arrondissement Le Raincy en is een van de 26 gemeenten van de nieuwe stad Marne-la-Vallée.
Sinds 1989 is hier de filmacademie École Louis-Lumière gevestigd.

## Geschiedenis
In de 5e eeuw zou er al een oratorium hebben gestaan op de plaats van de latere parochiekerk. Tussen 2008 en 2018 werd een necropool uit de vroege middeleeuwen opgegraven. De Nécropole des Mastraits bevat meer dan 650 graven uit de tijd van de Merovingen en de Karolingen. De vroegste graven tonen een welgestelde bevolking, terwijl de resten uit de karolingische tijd wijzen op voedselschaarste en ondervoeding.
In de 11e eeuw schonk koning Hendrik I van Frankrijk hier gronden aan de abdij van Cluny. De priorij Saint-Martin-des-Champs werd gesticht die het omliggende land in cultuur bracht. De priorij bezat verschillende boerderijen en ontwikkelde de wijnbouw. In de eerste helft van de 12e eeuw bouwden de monniken van de priorij de kerk Saint-Sulpice. 
Halfweg de 19e eeuw was Noisy-le-Grand een landbouwdorp. 60% van het oppervlak bestond uit landbouwgrond en amper 1% was bebouwd. Er werden graan en groenten geteeld en op de hellingen lagen wijngaarden. De gemeente telde ongeveer 1.000 inwoners.
Noisy-le-Grand leed veel schade tijdens de Frans-Duitse Oorlog. In september 1870 werden de inwoners geëvacueerd. Het Pruisische leger installeerde acht batterijen in de gemeente om Parijs en de omliggende dorpen te bestoken. Noisy-le-Grand werd op zijn beurt beschoten door de Fransen vanuit het fort van Nogent. Pas op 19 september 1871 verliet het Duitse leger de gemeente. Na de oorlog werd een tweede fortengordel gebouwd rond Parijs in het kader van het Séré de Rivières-systeem. Het Fort de Villiers werd gebouwd tussen 1878 en 1880. Samen met de forten van Champigny en Sucy moest het de Marnevallei bewaken.
In 1900 kwam er een tramlijn. De bevolking groeide sterk in de decennia na de Tweede Wereldoorlog. Dit werd nog versneld met de oprichting van de nieuwe stad Marne-la-Vallée in 1965. Er werden nieuwe wijken gebouwd met sociale woningbouw, zoals Mont d'Est en Pavé Neuf.

## Verkeer en vervoer
In de gemeente liggen de spoorwegstations Les Yvris-Noisy-le-Grand en Noisy-le-Grand - Mont d’Est.
De autosnelweg A4 loopt door de gemeente.

## Geografie
De oppervlakte van Noisy-le-Grand bedroeg op 1 januari 2022 12,95 vierkante kilometer; de bevolkingsdichtheid was toen 5.531,4 inwoners per km².
De gemeente ligt aan de Marne. In het zuiden van de gemeente ligt het Bois Saint-Martin. Dit bosgebied loopt verder in de gemeenten Villiers-sur-Marne en Le Plessis-Trévise in het departement Val-de-Marne.
De onderstaande kaart toont de ligging van Noisy-le-Grand met de belangrijkste infrastructuur en aangrenzende gemeenten.

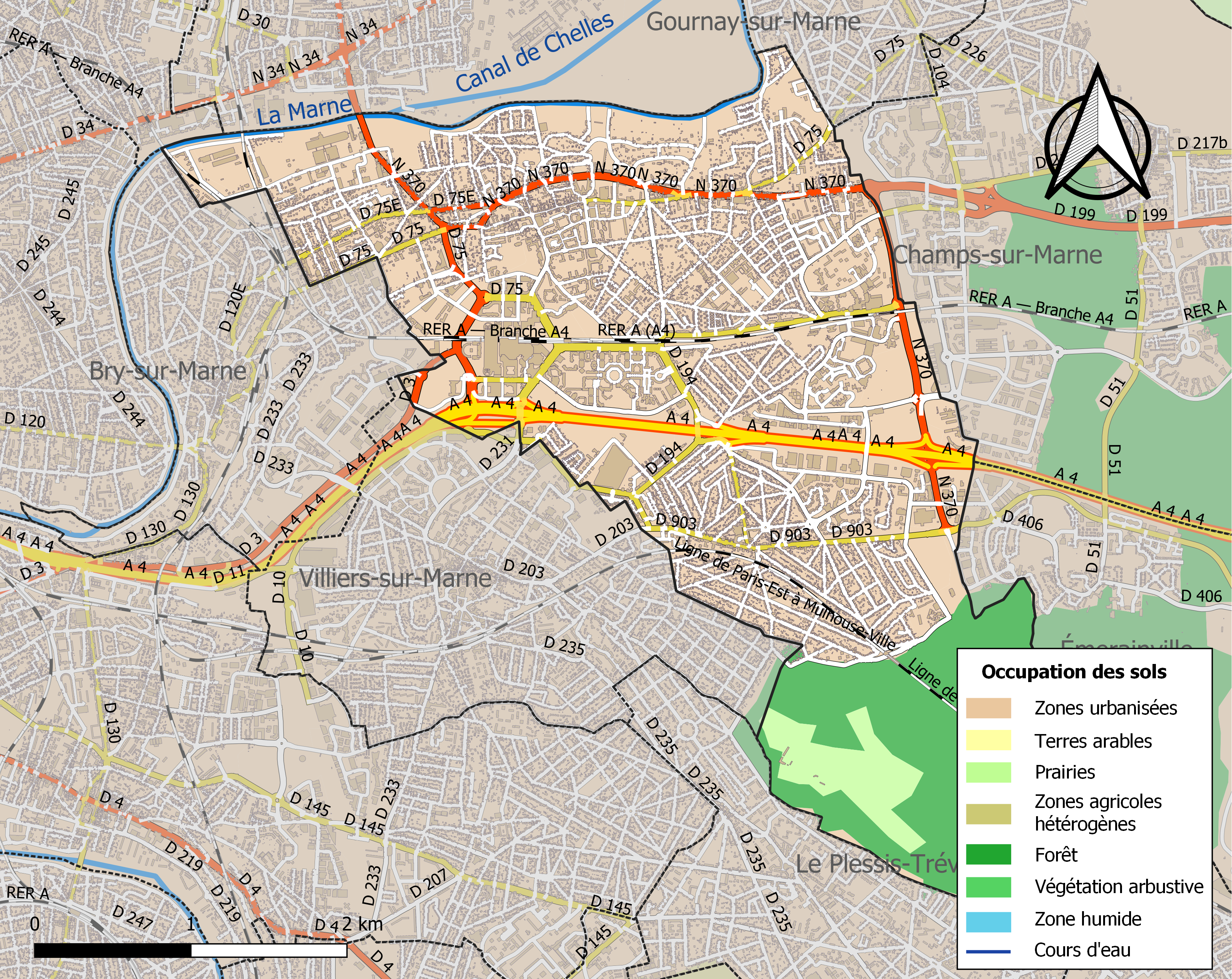

## Demografie
In 1926 telde de gemeente 4.286 inwoners; in 1946 waren dit er 6.808. Onderstaande figuur toont het verloop van het inwonertal (bron: INSEE-tellingen).

## Erfgoed
Beschermd erfgoed in de gemeente:

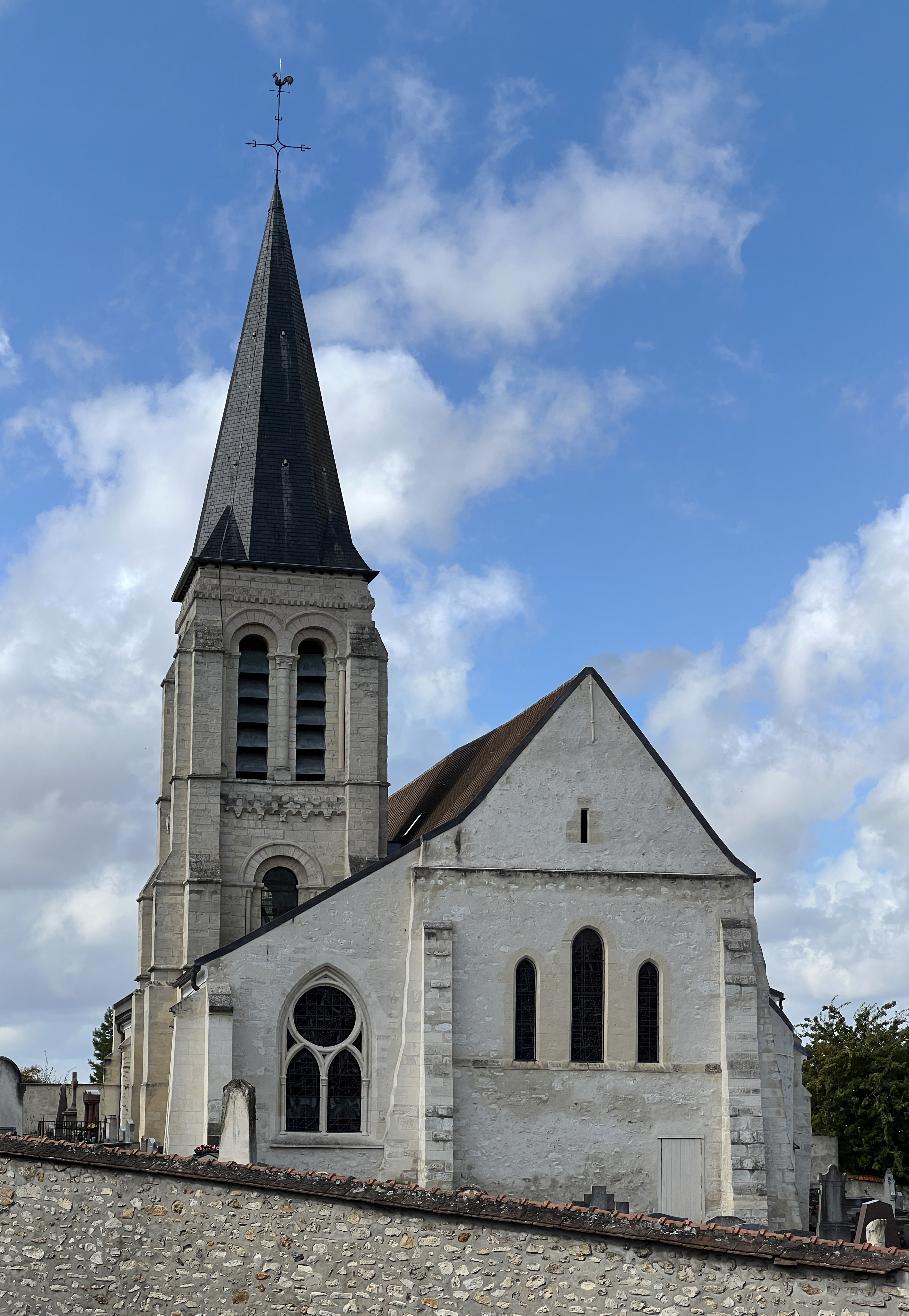
Kerk Saint-Sulpice

- Chapelle Notre-Dame-des-Sans-Logis-et-de-Tout-le-Monde (monument historique)
- Nymphée (monument historique)
- Kerk Saint-Sulpice (monument historique)
  - Grafsteen van broeder François Ducray (monument historique)
  - Schilderij Le Jugement de Salomon (monument historique)
- Croix Sainte-Ysabel (monument historique)
- Schilderijen Paysage à la Cascade en Paysage à la Fontaine in het stadhuis (monument historique)
- Schilderij Adoration des bergers in de kerk Saint-Paul-des-Nations (monument historique)
- Lycée Flora Tristan (Architecture contemporaine remarquable)
- Ferme du Clos Saint-Vincent (Patrimoine d'intérêt régional)
- Fort de Villiers (Patrimoine d'intérêt régional)

Opmerkelijke voorbeelden van moderne architectuur in Noisy-le-Grand zijn het Palacio d'Abraxas van Ricardo Bofill en de Arènes de Picasso van Manolo Nunez-Yanowsky.

## Geboren
- Thierry Tusseau (1958), voetballer
- Steven Moreira (1994), voetballer
- Wesley Saïd (1995), voetballer
- Alexis Claude-Maurice (1998), voetballer
- Yacine Bourhane (1998), voetballer
- Dorian Salhi (1999), voetballer

## Overleden
- Konstantin Balmont (1867-1942), Russisch symbolistische dichter en vertaler
- Roger Quemener (1941-2021), snelwandelaar

## Afbeeldingen

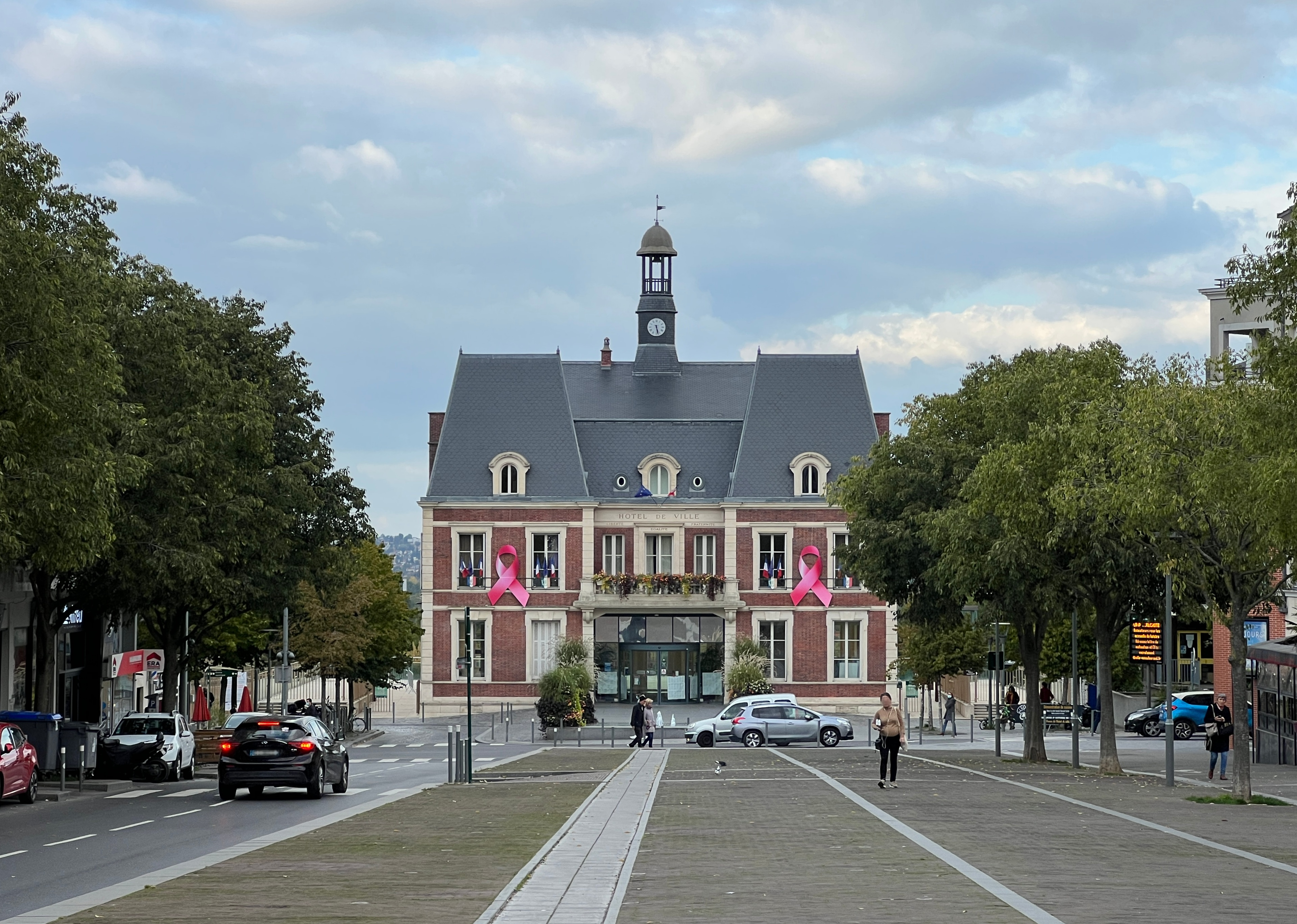
Gemeentehuis
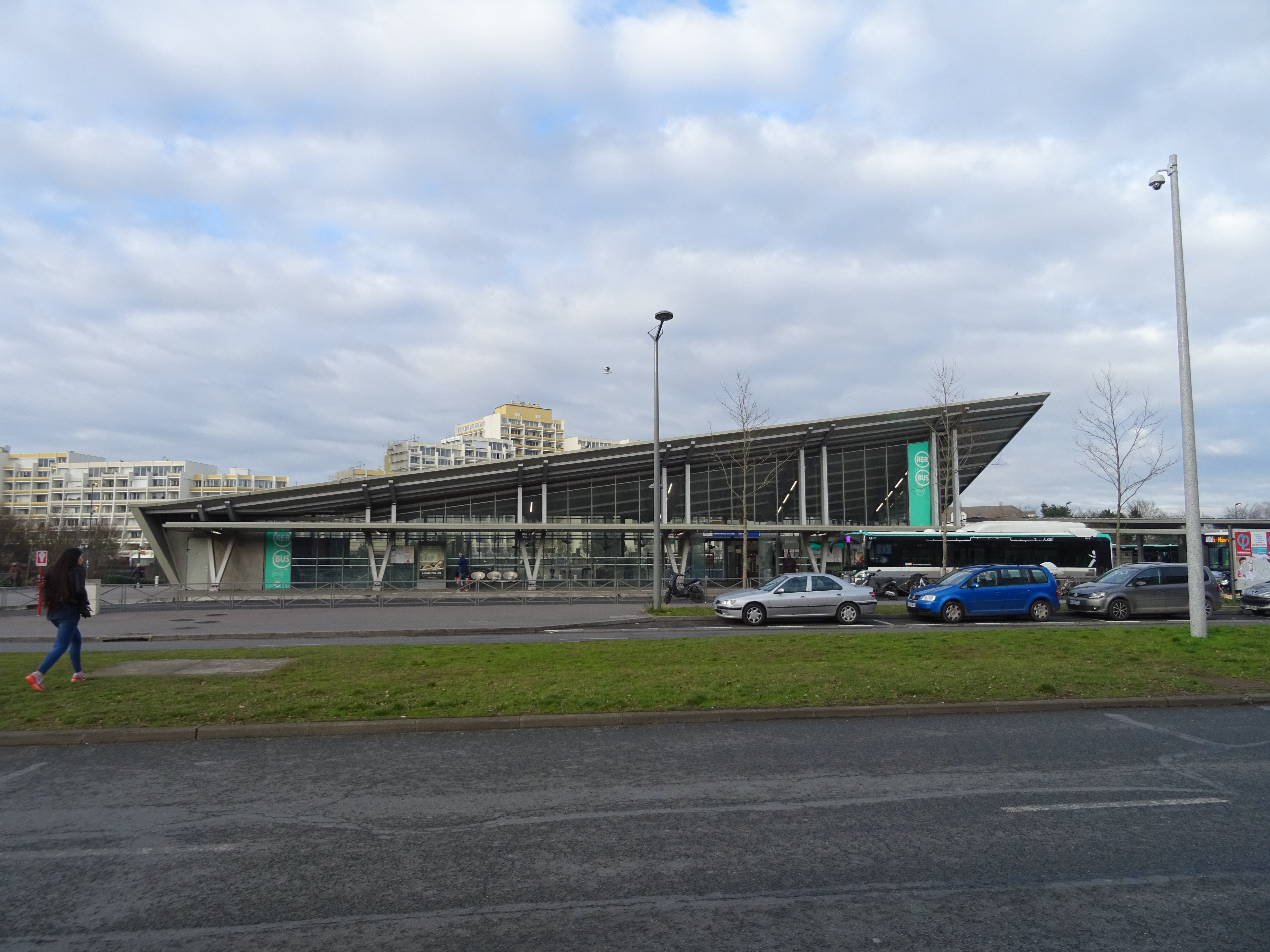
Station Noisy-le-Grand-Mont-d'Est
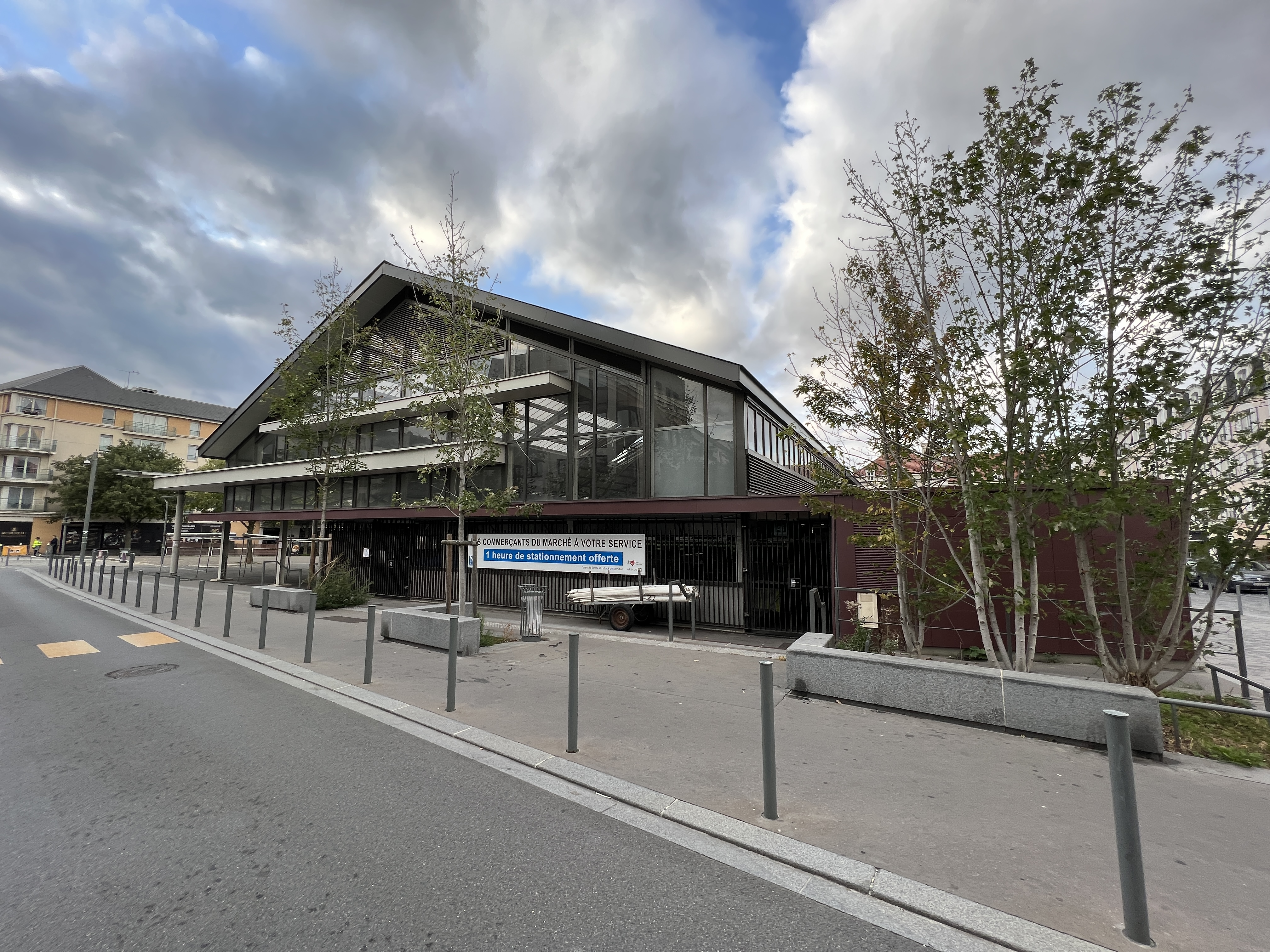
Markthal
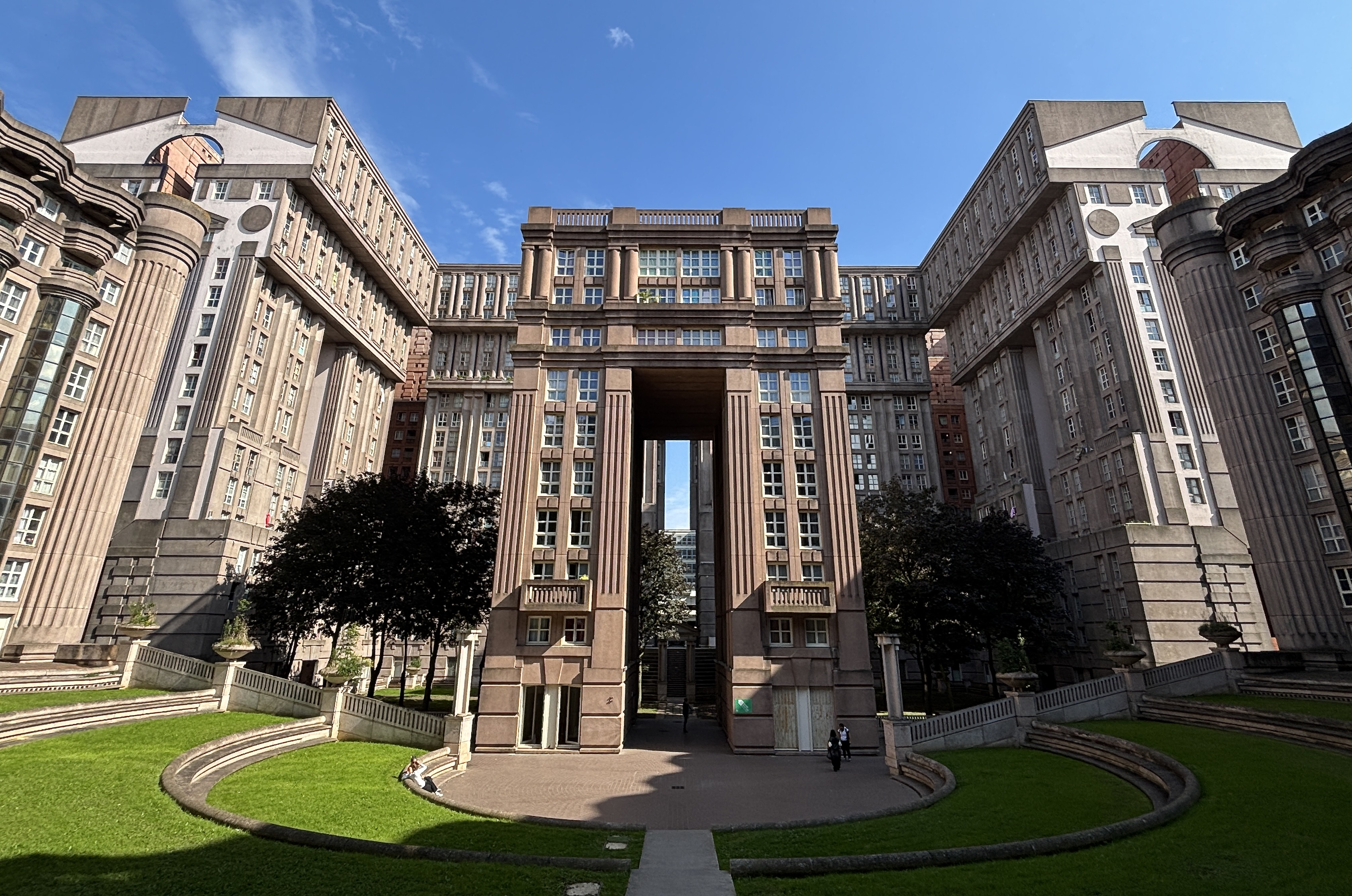
Palacio d'Abraxas